# Тагирбеков, Равиль Маликович
Равиль Маликович Тагирбеков (1 февраля 2001) — российский армрестлер, призёр чемпионата России. Мастер спорта России. 

## Биография
Родился в семье известного армрестлера Малика Тагирбекова. В октябре 2019 года в румынском городе Констанца стал бронзовым призёром на молодёжном первенстве мира. В январе 2022 года в Махачкале, в спорткомплексе Дагестанского государственного университета, стал чемпионом Дагестана. В середине марте 2022 года в Санкт-Петербурге стал бронзовым призёром чемпионата России. 29 июня 2022 года ему было присвоено звание мастер спорта России.